# Comeblack
Comeblack е компилационен кавър албум на германската рок група „Скорпиънс“, издаден в края 2011 г. и началото на 2012 г. в целия свят от „Сони Мюзик Ентъртейнмънт“ и през януари 2012 г. от „Ар Си Ей Рекърдс“ в Япония. Той съдържа презаписи на някои от най-големите хитове на групата, издадени между 1980 г. и 1990 г. и кавър песни от 60-те и 70-те години на 20-и век на групи като „Бийтълс“, „Ролинг Стоунс“, „Кинкс“, „Ти Рекс“ и „Ярдбърдс“, които вдъхновяват с песните си „Скорпиънс“ в началото на тяхната музикална кариера. Проектът е обявен в края на септември същата година от Клаус Майне в интервю, а заглавието и обложката му са потвърдени през октомври. 
Подговката и записите на продукцията са направени в четири студия в Германия и Съединените американски щати по време на обявеното за прощално световно концертно турне Get Your Sting and Blackout World Tour, с което групата представя осемнадесетия си и определен от нея за последен студиен албум Sting in the Tail (2010). Микаел Норд и Мартин Хансен отново продуцират албума, a групата си сътрудничи с трима гост изпълнители, включително френската певица Амандин Буржоа за презаписа на „мощната балада“ Still Loving You, в която тя пее на френски език.
Веднъж издаден, Comeblack дебютира в челната стотица в няколко европейски страни. В Чехия достига до №2, в Германия до №25, а във Франция достига до №22 в националната класация за албуми и през първите седмици се продава в повече от 20 000 бройки, както от изтегляне чрез интернет, така и на физически компактдиск. В Съединените американски щати той достига №90 в „Билборд 200“ и през първата седмица е продаден в повече от 5000 копия. За популяризирането му са издадени два сингъла и видеоклипове на общо пет песни от втората част на албума. През ноември 2015 г. Националният синдикат на фонографските издателства награждава албума със „златен сертификат“ за продадени 50 000 бройки във Франция.
Албумът полчава смесени до отрицателни отзиви от специализираната преса, по-голямата част от която изтъква обложката, но критикува презаписите, които са определени като ненужни и че по този начин композициите губят оригиналното си усещане и смисъл. В свои ревюта медии като „Блебърмаут“, „Олмюзик“ и „Метъл Форсес“ коментират песните като такива, на които не трябва да се обръща много внимание, защото някои от тях звучат слабо и смятат албума за просто презаписана колекция от най-големи хитове на „Скорпиънс“.

## Описание и записване
След като през януари 2010 г. групата съобщава, че издава последния си студиен албум Sting in the Tail, за който промоционалното световно концертно турне Get Your Sting and Blackout World Tour ще бъде последното в кариерата ѝ, музикантите изнасят концерти до края на ноември 2011 г. в Европа, Северна и Южна Америка и Азия. През това време групата се радва на голяма подкрепа на своите концерти, а това мотивира членовете ѝ да запишата нов албум. Продукцията трябва да включва презаписване на някои от популярните им песни издавани през 80-те и началото на 90-те години на 20-и век, включително песни на други популярни групи от 60-те години, за които Клаус Майне казва, че в началото на кариерата им ги вдъхновяват.
Така групата, заедно с продуцентите на Sting in the Tail Микаел Норд и Мартин Хансен започват подготовката за новия албум. Записите се осъществяват в четири звукозаписни студия в Германия и Съединените американски щати: „Скорпио Саунд Студиос“ в Хановер, „Вокал Ленд Студиос“, „Опал Студио“ в Портланд и „Стърлинг Саунд“ в Ню Йорк. Песните, които „Скорпиънс“ презаписват от дискографията си, включват The Zoo от албума Animal Magnetism (1980), Blackout и No One Like You от албума Blackout (1982), Big City Nights, Rock You Like a Hurricane и Still Loving You от албума Love at First Sting (1984), Rhythm of Love от албума Savage Amusement (1988) и Wind of Change от албума Crazy World (1990).
Към тях, музикантите избират да запишат като кавъри още седем песни на други групи и изпълнители: Tainted Love на Глория Джонс (1965) и Ед Коб (1981), Children of the Revolution на „Ти Рекс“ (1972), Across the Universe на „Бийтълс“ (1969), Tin Soldier на „Смол Фейсес“ (1967), All Day and All of The Night на „Кинкс“ (1964), Ruby Tuesday на „Ролинг Стоунс“ (1967) и Shapes of Things на „Ярдбърдс“ (1966). Резултатът, Comeblack, според групата е „бис за нашите заклети фенове, за да им благодарим за цялата подкрепа толкова много години. В същото време това е почит към легендарните групи от 60-те, като „Бийтълс“ и „Ролинг Стоунс“, които ни вдъхновиха да следваме мечтите си“. „Скорпиънс“ съобщават за албума в края на септември 2011 г., чрез Клаус Майне, който дава интервю за арабската медия „Арабуеб“ и малко по-късно през октомври са потвърдени заглавието и обложката на изданието.

## Издаване
Comeblack е издаден в различни формати и на различни дати. Той официално е издаден на 4 ноември 2011 г. за европейския пазар във версия на компактдиск и на две дългосвирещи плочи чрез „Сони Мюзик Ентъртейнмънт“. Основното европейско издание на компактдиск и дългосвирещи плочи съдържа списък от 13 песни. В Германия през ноември 2011 г. „Сони Мюзик Ентъртейнмънт“ издават албума на компактдиск с включена допълнителна бонус песен Big City Nights, докато във Франция бонус песента е Still Loving You – Je T'aime Encore, която е записана на френски и английски език, заедно с победителката от „Мюзик айдъл“ Франция през 2008 г. - Амандин Буржоа.
„Ар Си Ей Рекърдс“ издава в Япония на 11 ануари 2012 г. Comeblack с три бонус песни -  Big City Nights, Still Loving You – Je T'aime Encore и Shapes Of Things. На 24 януари 2012 г. „Легаси“, дъщерна компания на „Сони Мюзик Ентъртейнмънт“, пуска албума на пазара в Съединените американски щати в стандартна версия от 13 песни.
За популяризиране на албума през 2011 г. са издадени два промоционални сингъла на компактдискове предназначени за радиостанциите. Първо, на 10 октомври Still Loving You – Je T'aime Encore е наличен за сваляне от интернет, чрез „Чартс ин Франс“, а след това е предоставен и на радиостанциите във Франция на физически носител. Children of the Revolution е вторият и последен сингъл, издаден през същата година в Германия. Групата също така записва и видеоклипове за „Сони Мюзик Ентъртейнмънт“, които са издадени в Съединените американски щати и включват видеа на песните Tainted Love, Children of the Revolution, Across the Universe, All Day and All of the Night и Ruby Tuesday. И петте видеоклипа са идентични и показват изпълнението на групата на затъмнена сцена, заобиколена от мигащи и цветни светлини, докато Клаус Майне пее, а останалите членове на групата свирят. В допълнение към тях, групата записва и музикалното видеото Comeblack Medley, в което тя изпълнява част от всяка една от тези песни в клубна обстановка с танцуващи жени около тях.

## Представяне
Comeblack влиза в класациите на няколко страни в Европа, Северна Америка и Азия, но се представя сравнително незадоволително с 2 места в Топ 10 в две страни, като повечето от заетите му позиции са Топ 50. В Германия той дебютира на 18 ноември 2011 г. като №25 и остава в класацията 8 седмици, като последната му позиция е №79 от 6 януари 2012 г. В седмицата от 7 ноември 2011 г., изданието дебютира в Чехия като №2 и остава общо две седмици класацията. Албумът дебютира под №29 във Франция в средата на ноември и през следващите две седмица най-високата позиция, която заема е №22; изданието остава общо 11 седмица в националата класация. Според уеб сайта „Пюр Чартс“ още през първите седмици от издаването си във Франция, албумът се продава в повече от 20 000 бройки, както от изтегляне чрез интернет, така и на физически компактдиск. Четири години след изването си, Националният синдикат на фонографските издателства издава „златен сертификат“ на албума за продадени 50 000 бройки във Франция. След това последователно достига до №12 в Русия, №20 в Португалия, №33 в Швейцария, №67 в Австрия и №100 в Белгия.
В Съединените американски щати на 11 февруари 2012 г. Comeblack дебютира под №90 в „Билборд 200“, остава класацията само една седмица, но въпреки това според различни публикации, албумът се продава през първата седмица в около 5000 бройки. В останалите класации разработвани от списание „Билборд“, албумът заема последователно следните позиции: №90 в „Топ Албум Сейлс“, №7 в „Топ Рок Албумс“, №7 в „Топ Хардрок Албумс“, №27 в „Топ Рок енд Ълтърнатив Албумс“ и №84 в „Топ Кърънт Албум Сейлс“. В Япония в началото на януари 2012 г. изданието достига до позиция №104.

## Коментари на критиците
След издаването си, албумът полчава смесени до отрицателни отзиви от специализираната преса и музикалните критици. Грегъри Хийни от „Олмюзик“ дава средна оцека с 3 от 5 възможни звезди и отбелязва, че презаписаните песни звучат „по-силно от колегите им от 80-те години“, и че сред кавърите Children of the Revolution и Tainted Love се открояват. Според него обаче, това издание е по-скоро „презаписана колекция от най-големи хитове“ на „Скорпиънс“ и че по-скоро групата се опитва да се забавлява преди да прекрати кариерата си. В края на коментра си, той пише че не може да се иска повече от албум за сбогом. Скот Алисоглу за „Блебърмаут“ също дава ниска оценка. Според него, презаписването на вече издадени песни „е адски трудно и обикновено не работи много добре“, както и че оригиналните записи на групата са с по-добро качество. Коментарът му завръшва с още критика към албума, в която той пише: „Тук няма нищо страшно. Нищо, на което да се обръща много внимание.“
В обширен репортаж, екипът на френския уеб сайт „Форсес Паралелс“ дава още по ниска оценка от само 2 звезди на Comeblack. Те пишат, че в 45-годишната си кариера, групата успява да избегне издаването на безполезен албум, какъвто е този. За всяка една песен е отделено внимание, като тези, които групата записва от собствения си каталог са силно критикувани. Според написаното, Blackout е „лишена от ентусиазма на миналото, служи само за да докаже, че въпреки своите 63 години, Клаус остава изключителен певец“. Единствено за версията на Rhythm of Love екипът се изказва положително, заради мощния ѝ звук, което е по-добър от оригинала. Въпреки това, втората половина на албума, посветена на кавърите „вдига нивото“. Според Марк Фишър от „Метъл Форсес“, песните също звучат слабо и по лошо от останалите, но с The Zoo донякъде това се подобрява. Той пише, че Джеймс Котак се справя „невероятно“ на барабаните и че групата наистина дава всичко от себе си.

## Списък с песните
Основно издание
1. Rhythm of Love („Скорпиънс“: Рудолф Шенкер, Клаус Майне) – 3:39
2. No One Like You („Скорпиънс“: Рудолф Шенкер, Клаус Майне) – 4:07
3. The Zoo („Скорпиънс“: Рудолф Шенкер, Клаус Майне) – 5:38
4. Rock You Like a Hurricane („Скорпиънс“: Клаус Майне, Херман Раребел, Рудолф Шенкер) – 4:16
5. Blackout („Скорпиънс“: Рудолф Шенкер, Клаус Майне, Херман Раребел, Соня Кителсен) – 3:52
6. Wind of Change („Скорпиънс“: Клаус Майне) – 5:10
7. Still Loving You („Скорпиънс“: Клаус Майне, Рудолф Шенкер) – 6:44
8. Tainted Love (Глория Джонс, Ед Коб) – 3:28
9. Children of the Revolution („Ти Рекс“: Марк Болан) – 3:35
10. Across the Universe („Бийтълс“: Джон Ленън, Пол Маккартни) – 3:19
11. Tin Soldier („Смол Фейсес“: Стийв Мариот, Роналд Лейн) – 3:15
12. All Day and All of The Night („Кинкс“: Рей Дейвис) – 3:16
13. Ruby Tuesday („Ролинг Стоунс“: Мик Джагър, Кийт Ричардс) – 3:55

Бонус песни в японското издание
1. Still Loving You – Je T'aime Encore – 6:43
2. Shapes of Things („Ярдбърдс“: Пол Самюъл-Смит, Кийт Релф, Джим Маккарти) – 3:21
3. Big City Nights („Скорпиънс“: Рудолф Шенкер, Клаус Майне) – 3:53

## Състав
| - Клаус Майне – вокали - Рудолф Шенкер – ритъм китара, основна китара, задни вокали - Матиас Ябс – водеща китара, ритъм китара, акустична китара, задни вокали - Джеймс Котак – барабани - Павел Мончивода – бас, задни вокали Гост музиканти - Амандин Буржоа – вокали на Still Loving You - Питър Киркман, Микаел Норд и Мартин Хансен - групови подгряващи вокали Източник на информацията: Обложката на Comeblack. | - Микаел Норд и Мартин Хансен – продукция - Мартин Хансен – запис, смесване - Инго Поуицер и Питър Къркман – китарни техници - Кевин Хан – инженер - Ханс-Мартин Буф и Марк Еберман – допълнително инженерство - Райън Смит – обработка - Марк Тейс – фотография - „Сасенбах Адвърсинг“ - дизайн - Дърк Илинг - обложка |

## Позиция в класациите
| Класация                              | Най-висока позиция | Източник |         |
| 2011 г.                               | 2011 г.            | 2011 г.  | 2011 г. |
| ------------------------------------- | ------------------ | -------- | ------- |
| Австрия                               | 67                 | [ 30 ]   |         |
| Белгия                                | 100                | [ 31 ]   |         |
| Германия                              | 25                 | [ 22 ]   |         |
| Португалия                            | 20                 | [ 28 ]   |         |
| Русия                                 | 12                 | [ 27 ]   |         |
| Франция                               | 22                 | [ 24 ]   |         |
| Чехия                                 | 2                  | [ 23 ]   |         |
| Швейцария                             | 33                 | [ 29 ]   |         |
| 2012 г.                               |                    |          |         |
| САЩ („Билборд 200“)                   | 90                 | [ 32 ]   |         |
| САЩ („Топ Албум Сейлс“)               | 90                 | [ 32 ]   |         |
| САЩ („Топ Кърънт Албум Сейлс“)        | 84                 | [ 32 ]   |         |
| САЩ („Топ Рок Албумс“)                | 7                  | [ 32 ]   |         |
| САЩ („Топ Рок енд Ълтърнатив Албумс“) | 27                 | [ 32 ]   |         |
| САЩ („Топ Хардрок Албум“)             | 7                  | [ 32 ]   |         |
| Япония                                | 104                | [ 34 ]   |         |

## Сертификати
| Държава | Сертифициращ орган                               | Сертификат | Сертифицирани продажби | Източник |
| ------- | ------------------------------------------------ | ---------- | ---------------------- | -------- |
| Франция | Национален синдикат на фонографските издателства | Златен     | 50 000                 | [ 26 ]   |